# Orange Street
Orange Street est un groupe français, originaire du Val-d'Oise, formé en 1997. Il s'est spécialisé dans les musiques jamaïcaines, interprétant aussi bien du reggae que du ska, du rocksteady, du dub, du mento ou du rub-a-dub,.
Son nom est un hommage à Orange Street, une rue de Kingston célèbre pour ses studios d'enregistrement et ses boutiques de disques. Ce groupe comprend des guitaristes, chanteurs, batteurs, pianistes, cuivres, et d'autres encore.
Leur premier album, Step' In..., sort en 2000 sur le label Small Axe. En 2003, ils enregistrent l'album live One Live, One Ska à l'EMB de Sannois. On retrouve le groupe sur scène, souvent aux côtés de Sinsemillia, K2R Riddim ou Jim Murple Memorial, entre autres.
L'ambition du  double album Pirates & Treasures paru en 2007 est de présenter une histoire des différents styles jamaïcains à travers des compositions originales. Le groupe fait également la promotion de la richesse culturelle de la Jamaïque grâce une exposition itinérante (60 ans de musique jamaïcaine) et un spectacle alternatif pour les scolaires et le grand public (Odyssée Jamaïque).
Leur dernière tournée se déroule en juillet 2012. En 2020, pour célébrer ses 20 ans, le groupe fait son retour en sortant un 6e album, Ghost Town Rockin', qui s'ouvre aux influences américaines de la musique de Jamaïque dans les années 1950-1960, comme la soul ou le rhythm and blues.

## Discographie
- 2000 : Step' In...
- 2001 : Cayenne Dub Session (EP)
- 2002 : Shakin' Up!
- 2003 : One Live, One Ska
- 2007 : Pirates & Treasures
- 2019 : Ghost Town Rockin'